# Emma Colberti
Emma Colberti, nome d'arte di Marie-Emmanuelle Lassègue (Nogent-sur-Marne, 2 ottobre 1972), è un'attrice francese.

## Biografia
Secondogenita di una famiglia mista, con componenti slave, spagnole e, più alla lontana, italiane, Marie-Emmanuelle è inizialmente affascinata dal circo. Decisa a diventare trapezista, entra ancora bambina nella scuola del circo Gruss, ma a 9 anni dirotta verso il teatro. Durante la sua formazione di attrice, frequenta alcuni rinomati corsi di recitazione: il Cours Simon, poi, a 14 anni, il Cours Florent, infine lo Studio-théâtre d'Asnières, prima di iniziare a recitare nella compagnia di Jean-Louis Martin-Barbaz. Nel corso degli anni novanta il baricentro della sua attività si sposta dal palcoscenico al set e l'attrice acquista una buona notorietà soprattutto grazie ai ruoli da protagonista in alcune serie televisive.
È divorziata e ha un figlio di nome Baptiste, nato il 30 gennaio 1993.
In Italia è nota soprattutto per la serie di situation comedies Appartamento per due (titolo originale: Jamais deux sans toi...t), trasmessa su Italia 1.

## Teatro
- Il misantropo di Molière, regia di  Jean-Louis Martin-Barbaz (1993)
- Il matrimonio forzato di Molière, regia di Jean-Louis Martin Barbaz  (1993)
- Britannico di Jean Racine, regia di Jean-Louis Martin Barbaz  (1993)
- La guerra di Troia non si farà di Jean Giraudoux, regia di Nicolas Briançon  (2006)

## Filmografia

### Cinema
- Romance, regia di Catherine Breillat (1998)
- Fracassés, regia di Franck Llopis (2005)
- Marié(s) ou presque, regia di Frank Llopis (2007)

### Telefilm
- Un flic presque parfait, regia di Marc Angelo (1997)
- Marie-Tempête, regia di Denis Malleval (1999)
- Les Duettistes: Jeunes Proies, regia di Marc Angelo (2000)
- Mortelle conviction, regia di Jean-Teddy Filippe (2003)
- Double flair, regia di Denis Malleval (2003)
- Mis en bouteille au château, regia di Marion Sarraut (2005)
- Brasier, regia di Arnaud Sélignac (2005)

### Serie televisive
- Premiers Baisers (1992)
- Extrême limite (1993)
- Nestor Burma, stagione 3, episodio 4: Nestor Burma court la poupée (1995)
- Nestor Burma, stagione 3, episodio 6, Nestor Burma et le monstre (1995)
- Jamais deux sans toi...t (Appartamento per due) (1995)
- Julie Lescaut, episodio Bizutage (1995)
- Un uomo a domicilio (Un homme à domicile) (1995)
- Les Cordier, juge et flic, episodio Lames de fond (2000)
- Groupe flag, episodi Les Roulottiers e Mac Macadam (2001)
- Joséphine, ange gardien, episodio La Comédie du bonheur (2001)
- Brigade des mineurs, episodi Tacle gagnant, Poudre aux yeux, Mode mineur, Disparue, Anges et démons e Amour amer (2002)
- Les Enquêtes d'Éloïse Rome, episodio Bête fauve (2002)
- Fabien Cosma, episodio En avoir ou pas (2003)
- Jeff et Léo, flics et jumeaux (2004)
- Rose et Val, episodio Duo d'enfer (2005)
- Sœur Thérèse.com, episodio Péché de gourmandise (2006)
- Le juge est une femme, episodio Des goûts et des couleurs (2006)